# Abattée
Abatée
Le mot abattée (ou abatée) est la substantivation du verbe abattre. Il n'est guère utilisé qu'en navigation à voile et en navigation aérienne.

## Navigation à voile
Une abattée peut être :
- involontaire, il s'agit alors d'un changement de cap sous l'effet des forces extérieures et dans le même sens que celles-ci, en se rapprochant du vent arrière (c'est alors l'inverse d'auloffée)[1] ;
- volontaire (on abat), quand on éloigne la proue du lit du vent[2].

## Aéronautique
Une abattée est la bascule en avant d'un aéronef, causée par un défaut de sustentation, qui entraine une chute en piqué.
- quand l'aile plonge devant le pilote et que l'ensemble a tendance à plonger en prenant de la vitesse ;
- quand l'aile va plus vite que le pilote ; l'abattée commence alors au milieu du mouvement de cabré et se termine au milieu du mouvement de piqué.